# سيد علي عطا
سيد علي عطا هو لاعب هوكي الحقل أفغاني، (و. 1913  م).

## وصلات خارجية
- سيد علي عطا على موقع أوليمبيديا (الإنجليزية)